# 佐藤風雅
佐藤 風雅（さとう ふうが、1996年6月1日 - ）は、日本の陸上競技選手。専門は短距離走。ミズノトラッククラブ所属。

## 来歴
茨城県の笠間市立友部中学校では野球部に所属していたが、3年生時に校内陸上大会の400メートル (m)で優勝し、これを契機に陸上競技に取り組む。進学した茨城県立中央高等学校では陸上競技部に所属し、3年生時には県大会の400 mに49秒台のタイムで優勝した。
高校卒業後は作新学院大学に進み、3年生時の第101回日本陸上競技選手権大会では予選に自己ベストとなる45秒99を記録したものの、0秒04差で予選落ちとなった。このショックにより、以後の在学中は記録が伸び悩んだ。
大学卒業後は足利銀行に就職したが1年で那須環境技術センターに転職し、その間は勤務先の理解で自主的なトレーニングを続けていた。インターネットのトップアスリートの動画などからトレーニング方法を模索し、2020年にはようやく自己ベストに近い記録を出すまで回復した。同年の第104回日本陸上競技選手権大会では46秒50で3位となる。
2021年は6月の第105回日本陸上競技選手権大会では5位だったが、9月の第69回全日本実業団対抗陸上競技選手権大会に45秒84で優勝した。
2022年の第106回日本陸上競技選手権大会に、45秒49の記録で初優勝を遂げた。この結果により2022年世界陸上競技選手権大会の代表に選出され、400 mでは準決勝敗退だったが、4×400 mリレーでは決勝に第1走者として出場し、2分59秒51のアジア新記録で4位に入賞した。
2023年4月にミズノに移籍する。第107回日本陸上競技選手権大会では400 mでは中島佑気ジョセフに敗れて2位に終わったが、7月のアジア陸上競技選手権大会代表に選出され、日本歴代5位タイの45秒13で2位となった。この結果により、2023年世界陸上競技選手権大会代表に選ばれ、同大会の400 mでは決勝には届かなかったものの準決勝で44秒88の自己ベストをマークした。4×400 mリレーでは第2走として予選に出場し、チームは日本歴代2位の3分00秒39を記録したが、決勝には進めなかった。
2024年パリオリンピックの陸上競技男子400 mでは予選6組に出場したが、46秒13で6着となり、上位3着に入れず敗者復活ラウンドに回った。しかし、男子4×400 mリレーに専念するため、男子400m予選で上位3着に入れなかった佐藤拳太郎、中島佑気ジョセフの両選手とともに敗者復活ラウンドのレースは欠場することになった。